# Contomastix lacertoides
Espèce
Synonymes
- Cnemidophorus lacertoides Duméril & Bibron, 1839
- Cnemidophorus grandensis Cope, 1869
- Cnemidophorus charrua Cabrera & Carreira, 2009
- Contomastix charrua (Cabrera & Carreira, 2009)

Contomastix lacertoides est une espèce de sauriens de la famille des Teiidae.

## Répartition
Cette espèce se rencontre :
- au Brésil dans l’État du Rio Grande do Sul ;
- en Uruguay ;
- en Argentine dans les provinces de Córdoba, d'Entre Ríos et de Buenos Aires ;
- en Bolivie dans les départements de Cochabamba et de Santa Cruz.

## Publications originales
- Duméril & Bibron, 1839 : Erpétologie Générale ou Histoire Naturelle Complète des Reptiles. vol. 5, Roret/Fain et Thunot, Paris, p. 1-871 (texte intégral).
- Cabrera & Carreira, 2009 : A new, but probably extinct, species of Cnemidophorus (Squamata, Teiidae) from Uruguay. Herpetological Journal, vol. 19, no 2, p. 97–105.